# اکیازی، بسنی
اکیازی، بسنی (به لاتین: Akyazı, Besni) یک منطقهٔ مسکونی در ترکیه است که در استان آدیامان واقع شده‌است.